# Emília Rotter
Emília Rotter, född 8 september 1906 i Budapest, död 28 januari 2003 i Budapest, var en ungersk konståkare.
Rotter blev olympisk bronsmedaljör i konståkning vid vinterspelen 1936 i Garmisch-Partenkirchen.